# تپه کیوک
تپه کیوک مربوط به صدر اسلام - سده‌های ۳ تا ۵ ه.ق است و در شهرستان مشهد، بخش مرکز ی، دهستان کنویست، ۲۰۰ متری شرق روستای شرشر واقع شده و این اثر در تاریخ ۲۷ اسفند ۱۳۸۶ با شمارهٔ ثبت ۲۲۳۰۴ به‌عنوان یکی از آثار ملی ایران به ثبت رسیده است.